# Квічаль серамський
Квіча́ль серамський (Geokichla joiceyi) — вид горобцеподібних птахів родини дроздових (Turdidae). Ендемік Індонезії. Раніше вважався підвидом бурого квічалем.

## Опис
Довжина птаха становить 17 см. Голова і шия іржасто-коричневі, Спина, крила і крила темно-коричневі, живіт білуватий. На крилах білі смуги.

## Поширення і екологія
Бурі квічалі є ендеміками острова Серам. Вони живуть в підліску вологих гірських тропічних лісів. Зустрічаються поодинці або парами, на висоті від 800 до 1280 м над рівнем моря.

## Збереження
МСОП класифікує стан збереження цього виду як близький до загрозливого. За оцінками дослідників, популяція серамських квічалів становить від 15 до 30 тисяч птахів. Їм загрожує вилов з метою продажу на пташиних ринках.